# Polikei

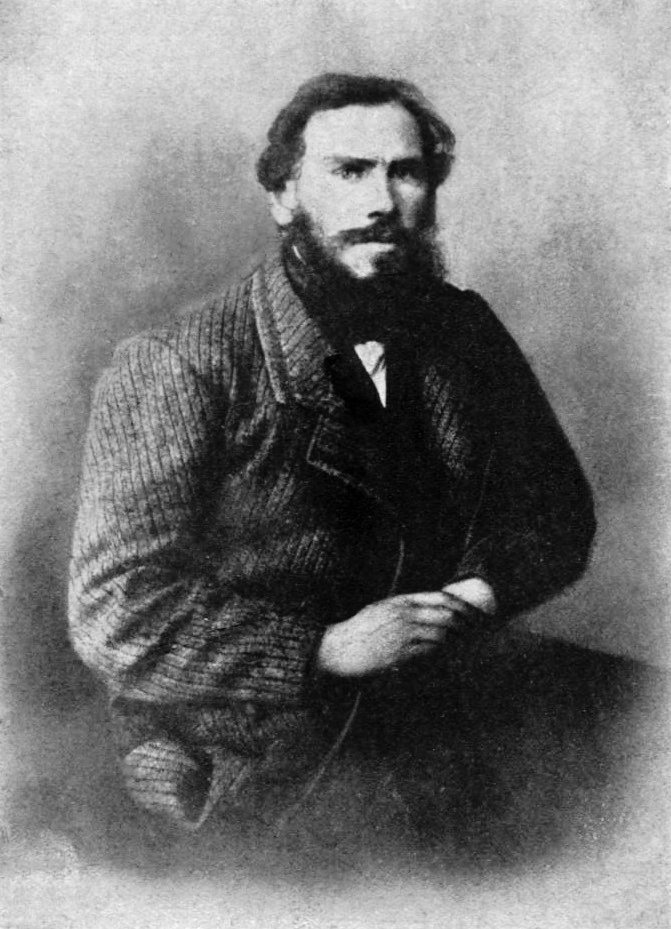
Lew Tolstoi in den 1860er Jahren

Polikei, auch Polikuschka (russisch Поликушка, Polikuschka), ist eine Erzählung von Lew Tolstoi, die 1862 entstand und im Februarheft 1863 des Moskauer Russki Westnik erschien. Es seien keinerlei Verunstaltungen des Textes durch die Zensur des Russischen Kaiserreiches bekannt geworden. Die Geschichte beruhe auf einer wahren Begebenheit, die eine der Töchter Michail Alexandrowitsch Dondukow-Korsakows dem Autor im März 1861 in Brüssel erzählt habe. Während Turgenew die Erzählung begeistert begrüßt habe, sei sie von Fet vom rein künstlerischen Standpunkt aus abgelehnt worden. Alexander Akimovich Schoenberg verfilmte den Stoff im Jahr 1919 und Carmine Gallone im Jahr 1958 mit Folco Lulli in der Titelrolle. Im deutschsprachigen Raum wurden Hörspiele mit dem Titel Polikuschka produziert – 1956 von Wolfgang Schwade und 1961 von Jörg Franz. 1958 wurde die Erzählung als Polikuschka verfilmt.

## Inhalt
Der kluge Jegor Michailowitsch verwaltet bereits zwei Jahrzehnte umsichtig im Dorf Pokrowskoje das Landgut seiner Herrin Awdotja Nikolajewna. Pokrowskoje soll drei junge Männer für den Wehrdienst stellen. Zwei stehen namentlich fest. Es geht um den dritten Mann. Es käme vielleicht einer der drei jungen Dutlofs in Frage. Jegor Michailowitsch möchte die Familie Dutlow verschonen und empfiehlt den Trinker Polikei Iljitsch. Denn der „Roßarzt“ Polikei ist bei den Bauern im Dorf als Dieb verschrien. Awdotja Nikolajewna, die Polikeis Sanftmut kennt und schätzt, lehnt den Vorschlag ab. Und überhaupt, wie soll Polikeis Frau Akulina mit den fünf Kindern allein zurechtkommen? Jegor Michailowitsch, der sich das Widersprechen im Dialog mit der Herrin längst abgewöhnt hat, weiß Bescheid. Awdotja Nikolajewna hat einen Narren an dem unterwürfig-weinerlichen Polikei und seinen zerlumpten Kindern gefressen. Der Verwalter denkt: ‚Auf die naheliegende Idee, für 300 Rubel einen Ersatzmann zu finden, kommt Awdotja Nikolajewna nicht‘. Er begibt sich zu der bereits ungeduldig harrenden Gemeindeversammlung und teilt den Entschluss der Herrin mit. Polikei ist nicht auszuheben. Für die Rekrutierung wird Ilja Dutlow bestimmt.
Die Gutsherrin will beweisen, wie vertrauenswürdig Polikei ist und schickt ihn allein über Land. Er soll eine größere Summe Geldes abholen. Polikei gehorcht und verliert auf dem Rückwege das Kuvert mit den 1617 Rubeln in Banknoten. Unter die Augen treten mag Polikei der Herrin nicht mehr. Er erhängt sich auf dem Dachboden seiner armseligen Behausung. Akulina verliert den Verstand. Semjon Dutlow, der Onkel des ausgehobenen Ilja, findet das Kuvert samt 1617 Rubeln auf der Straße und gibt es bei der Herrin ab. Awdotja Nikolajewna, die längst von dem Selbstmord Polikeis und der geistigen Verwirrung Akulinas weiß, will das Geld nicht und drängt es dem ehrlichen Finder auf. Nun plagt Semjon Dutlow das schlechte Gewissen. Warum hat er keinen seiner beiden Söhne zum Militär geschickt? Semjons Bruder war in jungen Jahren ausgehoben worden. Semjon hatte dem Bruder an dessen Sterbebett versprochen, sich um Ilja zu kümmern. Sieht so Sorgepflicht aus? Semjon Dutlow findet mit Hilfe des Verwalters Jegor Michailowitsch einen Ersatzmann und kauft den Neffen für 400 Rubel frei.

## Deutschsprachige Ausgaben
- Polikuschka. Deutsch von Gisela Drohla. S. 5–79 in: Gisela Drohla (Hrsg.): Leo N. Tolstoj. Sämtliche Erzählungen. Vierter Band. Insel, Frankfurt am Main 1961 (2. Aufl. der Ausgabe in acht Bänden 1982)